# جورج آلکاک (بازیکن فوتبال)
جورج آلکاک (انگلیسی: George Alcock; ۱۵ اوت ۱۹۰۲ – ۱۹۷۶ (۷۳−۷۴ سال)) بازیکن فوتبال اهل بریتانیا بود.
از باشگاه‌هایی که در آن بازی کرده‌است می‌توان به باشگاه فوتبال دونکستر راورز، باشگاه فوتبال کرو آلکساندرا، باشگاه فوتبال تورکی یونایتد و باشگاه فوتبال برادفورد سیتی اشاره کرد.